# Биотехнички образовани центар Љубљана
Биотехнички образовани центар Љубљана је један од десет највећих школских центара у Словенији. У оквиру 9 средњошколских и 2 високошколска програма, студенти и одрасли полазници, поред општих, омогућава стручних знања и компетенција у областима ветерине, исхране, биотехнологије, заштите природе, угоститељства и туризма.

## Образовани програм БОЦ Љубљана
- Храна и исхрана (високо стручно образовање)
- Угоститељство и туризам (високо стручно образовање)
- Техничка гимназија (гимназија)
- Ветеринарски техничар (средње стручно образовање)
- Прехрамбено-нутрициониста (средње стручно образовање)
- Техничар за заштиту природе (средње стручно образовање)
- Техничар за храну и исхрану (средње стручно образовање)
- Посластичар (средње стручно образовање)
- Пекар (средње стручно образовање)
- Месар (средње стручно образовање)
- Помоћник у биотехници (ниже стручно образовање)